# Draâ El Mizan
Draâ El Mizan é um distrito da província de Tizi Ouzou, no norte da Argélia. Em 2008, sua população era de 38 886 habitantes.